# Wes Studi
Wesley Studi, plus connu sous le nom de Wes Studi (en cherokee : ᏪᏌ ᏍᏚᏗ), né le 17 décembre 1947 à Tahlequah dans l'Oklahoma, est un acteur américain d'ascendance cherokee.

## Biographie
Né à Nofire Hollow, Oklahoma, Studi était scolarisé à Chilocco Indian Boarding School dans le nord de l'Oklahoma. Jusqu'à l'école primaire, il parlait uniquement la langue Cherokee. En 1967, il est incorporé dans l'armée et a servi 18 mois au Viêt Nam. Après l'armée, Studi a étudié au Tulsa Junior College. 
Il est surtout connu pour ses rôles de natif américain, comme le guerrier Pawnee dans Danse avec les loups (1990), Magua le Huron vengeur dans Le Dernier des Mohicans (1992) et le célèbre Apache Geronimo dans Geronimo (1993). De 2002 à 2004, Studi joue dans une série de trois films produits par la PBS d'après des romans policiers de Tony Hillerman. Il y incarne le légendaire lieutenant Joe Leaphorn. 
Il joue également dans les films : The Doors (1991), Heat (1995), Un cri dans l'océan (1998), Mystery Men (1999), Le Nouveau Monde (2005), Avatar (2009), Albert à l'ouest (2014) et Hostiles (2017).
En 2005, il incarne Opchanacanough, chef de la Confédération Powhatan, dans Le Nouveau Monde, film d'aventure historique décrivant la fondation de Jamestown, en Virginie. Le film comprend d'autres personnages inspirés de figures historiques, notamment le capitaine John Smith et Pocahontas. Une grande partie du film a été tournée dans plusieurs sites des comtés de James City et de Charles City, à proximité de l'endroit où Jamestown, première colonie anglaise permanente dans le Nouveau Monde, fut fondée le 14 mai 1607. 
En novembre 2020, le New York Times le place 19e dans sa liste des 25 meilleurs acteurs/actrices du XXIe siècle.

## Filmographie partielle
- 1990 : Danse avec les loups (Dances with Wolves) de Kevin Costner : Le féroce guerrier Pawnee, tué par l'ensemble de la tribu sioux
- 1991 : The Doors de Oliver Stone
- 1992 : Le Dernier des Mohicans (The Last of the Mohicans) de Michael Mann
- 1992 : Highlander : Prise au piège (saison 1, épisode 7) : Shérif Benson
- 1993 : Geronimo (Geronimo, An American Legend) de Walter Hill
- 1994 : Street Fighter de Steven E. de Souza
- 1995 : Heat de Michael Mann
- 1998 : Un cri dans l'océan (Deep Rising) de Stephen Sommers
- 1999 : Mystery Men (Mystery Men) de Kinka Usher
- 2002 : Un seul deviendra invincible (Undisputed), de Walter Hill
- 2005 : Le Nouveau Monde (The New World) de Terrence Malick
- 2007 : Seraphim Falls (Seraphim Falls) de David Von Ancken
- 2007 : Enterre mon cœur à Wounded Knee (Bury My Heart at Wounded Knee) de Yves Simoneau : Wovoka / Jack Wilson
- 2009 : Avatar (Avatar) de James Cameron : Eytukan
- 2009 : American Experience -  We Shall Remain : Part III - Trail of Tears, de Chris Eyre : Major Ridge
- 2010 : Mentalist (The Mentalist) : Joseph Silverwing (saison 2, épisode 18)
- 2011 : Hell on Wheels : L'Enfer de l'Ouest (saison 1) : Chef Many Horses
- 2014 : Albert à l'ouest (A Million Ways to Die in the West) de Seth MacFarlane
- 2016 : Penny Dreadful (saison 3) : Kaetenay
- 2017 : Hostiles de Scott Cooper : Yellow Hawk
- 2019 : Badland de Justin Lee : Harlan Red
- 2021 : Reservation Dogs : Bucky